# 農舍

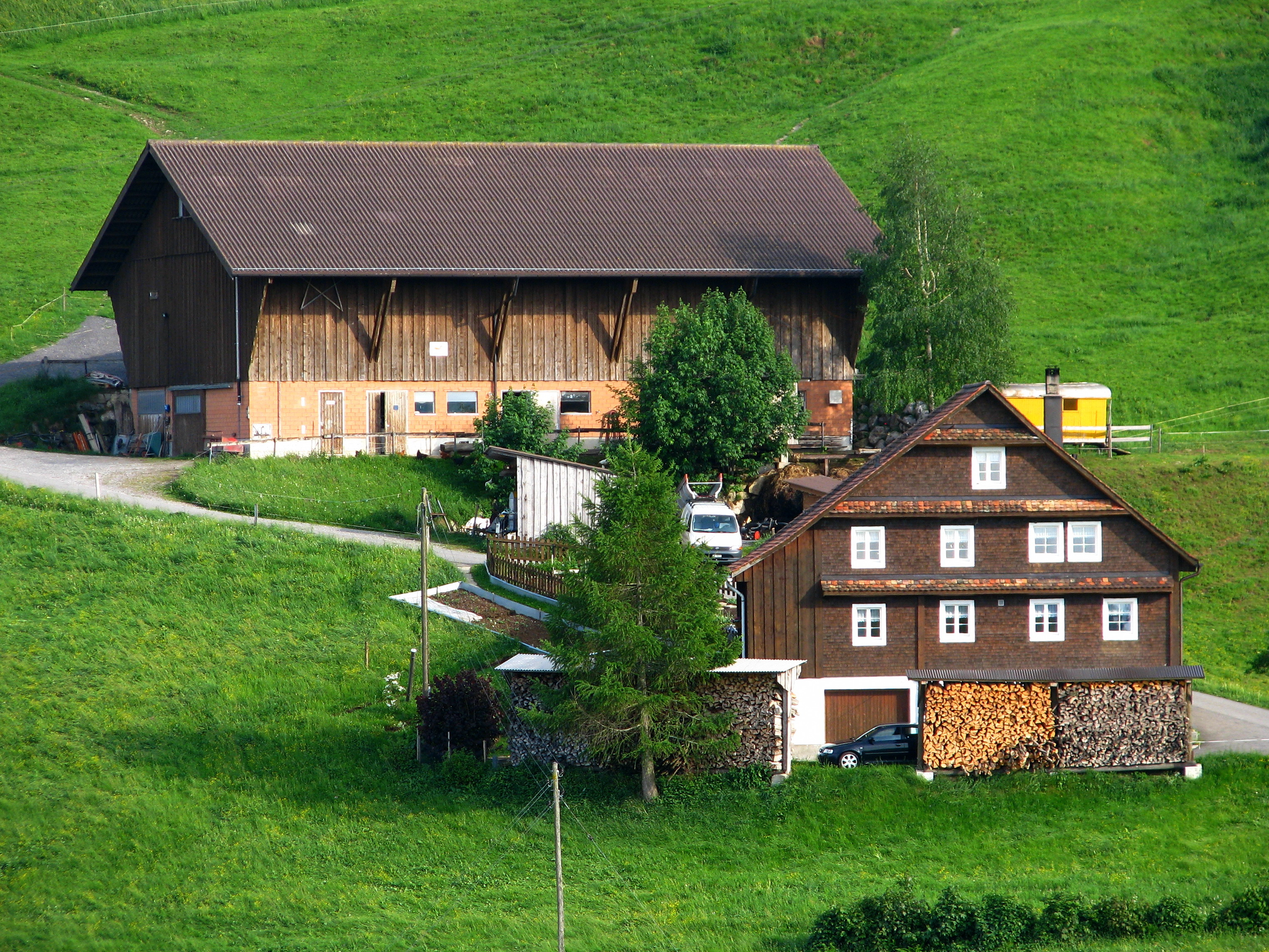
圖片下方的建築為瑞士艾恩西德尔恩的一间农舍

农舍是在乡村或农业环境中作为人類主要住所的建筑。在历史上，农舍往往与牲畜饲养的場所在一起，並統稱為畜舍。此外农舍可能与一个或多个谷仓相连，形成一个中庭。

## 伸延閱讀
- Peterson, Fred W.  12 (3). The Journal of Interdisciplinary History: 409–427. Winter 1982. JSTOR 203267. doi:10.2307/203267.

## 外部連結
- 维基共享资源上的相關多媒體資源：農舍